# Mistrzostwa Świata Juniorów w Narciarstwie Alpejskim 2015
34. Mistrzostwa świata juniorów w narciarstwie alpejskim – zawody w narciarstwie alpejskim, które odbyły się w dniach 6–13 marca 2015 roku w norweskim ośrodku narciarskim Hafjell, leżącym niedaleko Lillehammer. Rozegranych zostało po 5 konkurencje dla kobiet i mężczyzn, a także zawody drużynowe. W klasyfikacji medalowej zwyciężyła reprezentacja gospodarzy zdobywając 9 medali, w tym 4 złote, 3 srebrne i 2 brązowe.

## Wyniki
| Pozycja | Zawodnik         | Narodowość | Czas    |
| ------- | ---------------- | ---------- | ------- |
|         | Henri Battilani  | Włochy     | 1:29,62 |
|         | Marcus Monsen    | Norwegia   | 1:29,95 |
|         | Niels Hintermann | Szwajcaria | 1:29,96 |
| 4.      | Henrik Røa       | Norwegia   | 1:30,27 |
| 5.      | Slaven Dujakovic | Austria    | 1:30,66 |
| 6.      | Tomas Markegård  | Norwegia   | 1:30,72 |

| Pozycja | Zawodniczka           | Narodowość | Czas    |
| ------- | --------------------- | ---------- | ------- |
|         | Mina Fürst Holtmann   | Norwegia   | 1:32,58 |
|         | Maria Therese Tviberg | Norwegia   | 1:33,08 |
|         | Nicol Delago          | Włochy     | 1:33,33 |
| 4.      | Estelle Alphand       | Francja    | 1:33,40 |
| 5.      | Valérie Grenier       | Kanada     | 1:33,56 |
| 6.      | Ann Katrin Magg       | Niemcy     | 1:33,68 |

| Pozycja | Zawodnik        | Narodowość | Czas    |
| ------- | --------------- | ---------- | ------- |
|         | Miha Hrobat     | Słowenia   | 1:15,87 |
|         | Štefan Hadalin  | Słowenia   | 1:16,23 |
|         | Loïc Meillard   | Szwajcaria | 1:16,40 |
| 4.      | Victor Schuler  | Francja    | 1:16,44 |
| 5.      | Mikael Svensk   | Finlandia  | 1:16,47 |
| 6.      | Henri Battilani | Włochy     | 1:16,55 |

| Pozycja | Zawodniczka         | Narodowość | Czas    |
| ------- | ------------------- | ---------- | ------- |
|         | Federica Sosio      | Włochy     | 1:23,81 |
|         | Mina Fürst Holtmann | Norwegia   | 1:24,02 |
|         | Rahel Kopp          | Szwajcaria | 1:24,11 |
| 4.      | Romane Miradoli     | Francja    | 1:24,38 |
| 5.      | Candace Crawford    | Kanada     | 1:24,95 |
| 6.      | Melanie Meillard    | Szwajcaria | 1:24,96 |

| Pozycja | Zawodnik             | Narodowość | Czas    |
| ------- | -------------------- | ---------- | ------- |
|         | Henrik Kristoffersen | Norwegia   | 2:23,37 |
|         | Loïc Meillard        | Szwajcaria | 2:24,33 |
|         | Marcus Monsen        | Norwegia   | 2:24,53 |
| 4.      | Daniele Sorio        | Włochy     | 2:24,56 |
| 5.      | Elie Gateau          | Francja    | 2:24,75 |
| 6.      | Simon Maurberger     | Włochy     | 2:24,98 |

| Pozycja | Zawodniczka         | Narodowość | Czas    |
| ------- | ------------------- | ---------- | ------- |
|         | Nina Ortlieb        | Austria    | 2:25,14 |
|         | Stephanie Brunner   | Austria    | 2:25,31 |
|         | Valérie Grenier     | Kanada     | 2:25,34 |
| 4.      | Mikaela Tommy       | Kanada     | 2:25,41 |
| 5.      | Candace Crawford    | Kanada     | 2:25,44 |
| 6.      | Mina Fürst Holtmann | Norwegia   | 2:25,47 |

| Pozycja | Zawodnik             | Narodowość        | Czas    |
| ------- | -------------------- | ----------------- | ------- |
|         | Henrik Kristoffersen | Norwegia          | 1:37,55 |
|         | Marco Schwarz        | Austria           | 1:39,10 |
|         | AJ Ginnis            | Stany Zjednoczone | 1:39,30 |
| 4.      | Clément Noël         | Francja           | 1:39,34 |
| 4.      | Loïc Meillard        | Szwajcaria        | 1:39,34 |
| 6.      | Anthony Bonvin       | Szwajcaria        | 1:39,52 |

| Pozycja | Zawodniczka      | Narodowość        | Czas    |
| ------- | ---------------- | ----------------- | ------- |
|         | Paula Moltzan    | Stany Zjednoczone | 1:43,54 |
|         | Marlene Schmotz  | Niemcy            | 1:44,19 |
|         | Katharina Truppe | Austria           | 1:44,53 |
| 4.      | Charlotte Chable | Szwajcaria        | 1:44,65 |
| 5.      | Eli Plut         | Słowenia          | 1:44,66 |
| 6.      | Elena Stoffel    | Szwajcaria        | 1:44,93 |

| Pozycja | Zawodnik       | Narodowość | Czas    |
| ------- | -------------- | ---------- | ------- |
|         | Loïc Meillard  | Szwajcaria | 1:58,25 |
|         | Štefan Hadalin | Słowenia   | 1:59,13 |
|         | Miha Hrobat    | Słowenia   | 1:59,23 |
| 4.      | Marcus Monsen  | Norwegia   | 1:59,33 |
| 5.      | Marco Schwarz  | Austria    | 1:59,72 |
| 6.      | Anthony Bonvin | Szwajcaria | 2:00,23 |

| Pozycja | Zawodniczka           | Narodowość | Czas    |
| ------- | --------------------- | ---------- | ------- |
|         | Rahel Kopp            | Szwajcaria | 2:08,54 |
|         | Romane Miradoli       | Francja    | 2:08,90 |
|         | Mina Fürst Holtmann   | Norwegia   | 2:09,56 |
| 4.      | Federica Sosio        | Włochy     | 2:09,69 |
| 5.      | Christina Ager        | Austria    | 2:09,86 |
| 6.      | Maria Therese Tviberg | Norwegia   | 2:10,29 |

## Drużynowo
| Konkurencja           | Data    | Złoto                                                                                   | Srebro                                                                                    | Brąz                                                                           |
| Rywalizacja drużynowa | 8 marca | Norwegia · Peder Dahlum Eide · Julie Flo Mohagen · Max Røisland · Tonje Healey Trulsrud | Austria · Stephanie Brunner · Thomas Hettegger · Katharina Huber · Maximilian Lahnsteiner | Niemcy · Patrizia Dorsch · Alexander Schmid · Marlene Schmotz · Lukas Wasmeier |

## Klasyfikacja medalowa
| Miejsce | Państwo           |   |   |   | złoto · srebro · brąz |
| ------- | ----------------- | - | - | - | --------------------- |
| 1.      | Norwegia          | 4 | 3 | 2 | 9                     |
| 2.      | Szwajcaria        | 2 | 1 | 3 | 6                     |
| 3.      | Włochy            | 2 | 0 | 1 | 3                     |
| 4.      | Austria           | 1 | 3 | 1 | 5                     |
| 5.      | Słowenia          | 1 | 2 | 1 | 4                     |
| 6.      | Stany Zjednoczone | 1 | 0 | 1 | 2                     |
| 7.      | Niemcy            | 0 | 1 | 1 | 2                     |
| 8.      | Francja           | 0 | 1 | 0 | 1                     |
| 9.      | Kanada            | 0 | 0 | 1 | 1                     |